# Andre Thiriet
Andre Thiriet (* 14. September 1906 in Tarare; † 9. Dezember 1976 in Lyon) war ein französischer Komponist.

## Leben und Werk
Andre Thiriet studierte unter Pierre Monteux. Später war er Direktor des Konservatoriums in Chambery und Roubaix (1951–1975). In Lyon gründete er ein Double Quatuor Vocal und dirigierte verschiedene Ensembles. Er war verheiratet mit der Harfenistin und Sopranistin Marguerite Revellin.
Zu seinen Werken gehören Opern, sinfonische Stücke, eine Cellosonate, Klavierstücke, Violinetüden, Lieder und auch Choralwerke.